# L'uomo che piaceva alle donne - Bel Ami
L'uomo che piaceva alle donne - Bel Ami è una miniserie televisiva italiana, andata in onda in prima visione su Rai 2 il 18 ed il 19 settembre 2001. La miniserie viene replicata nel 2016 su Rai Premium.